# František Rapan
František Rapan (* 1. dubna 1943) je bývalý slovenský fotbalový záložník.

## Fotbalová kariéra
V československé lize nastoupil za AC Nitra v 82 ligových utkáních a dal 1 ligový gól. V nižších soutěžích nastupoval za Slovan Levice.

## Ligová bilance
| Ročník                                   | Zápasy | Góly | Minuty | Klub     |
| ---------------------------------------- | ------ | ---- | ------ | -------- |
| 1. československá fotbalová liga 1971/72 | 28     | 0    | 2 427  | AC Nitra |
| 1. československá fotbalová liga 1972/73 | 27     | 1    | 2 229  | AC Nitra |
| 1. československá fotbalová liga 1973/74 | 20     | 0    | 1 544  | AC Nitra |
| 1. československá fotbalová liga 1974/75 | 7      | 0    | 561    | AC Nitra |
| CELKEM                                   | 82     | 1    | 6 761  |          |